# Кучино (Чусовський міський округ)
Ку́чино (рос. Кучино) — село у Пермському краї Росії. Входить до Чусовського міського округу.

## Історія
Перші відомості про село Кучино датовані 1734—1736.
З 1946 року в селі розташовувався заклад ГУЛАГу «ІТК-6» (рос. «ИТК-6»), що проіснував до 1988 року. У 1994 році на місці колонії було відкрито музей «Пермь-36».
До 2019 року село входило до складу Верхньокалинського сільського поселення Чусовського району, скасованого у березні 2019 року. З 2019 року входить до муніципальної утворення «Чусовський міський округ».

## Географія
Село знаходиться у східній частині краю, у тайговій зоні, на правому березі річки Чусової, поблизу місця впадання в неї річки Боярки, на відстані приблизно 19 кілометрів (навпростець) на захід від міста Чусового, адміністративного центру району. Абсолютна висота — 121 метр над рівнем моря.

### Клімат
Клімат рівномірно континентальний. Середня багаторічна температура найхолоднішого місяця (січня) становить — 16°С, температура найтеплішого (липня) — 17°С. Середньорічна кількість опадів — 500—700 мм. Сніговий покрив тримається загалом 170 днів. Вегетаційний період триває протягом 118 днів.

## Населення
| 2010 | 2016 |
| ---- | ---- |
| 283  | ↗306 |

За даними Всеросійського перепису населення 2010 року у статевій структурі населення чоловіки становили 85,9 %, жінки, відповідно, 14,1 %.

### Національний склад
Згідно з результатами перепису 2002 року, у національній структурі населення росіяни становили 95 % із 268 осіб.

## Пам'ятки
- Меморіальний музей історії політичних репресій «Пермь-36»[3].